# Pterolophia gregalis
Pterolophia gregalis är en skalbaggsart som beskrevs av Fisher 1927. Pterolophia gregalis ingår i släktet Pterolophia och familjen långhorningar. Inga underarter finns listade i Catalogue of Life.